# Eriogonum compositum
Eriogonum compositum är en slideväxtart som beskrevs av David Douglas och George Bentham. Eriogonum compositum ingår i släktet Eriogonum och familjen slideväxter.

## Underarter
Arten delas in i följande underarter:
- E. c. lancifolium
- E. c. leianthum